# Ailey
Ailey és una població dels Estats Units a l'estat de Geòrgia. Segons el cens del 2000 tenia 394 habitants.

## Demografia
Segons el cens del 2000, Ailey tenia 394 habitants, 165 habitatges, i 111 famílies. La densitat de població era de 74,9 habitants per km².
Dels 165 habitatges en un 25,5% hi vivien nens de menys de 18 anys, en un 41,8% hi vivien parelles casades, en un 20% dones solteres, i en un 32,7% no eren unitats familiars. En el 27,9% dels habitatges hi vivien persones soles el 14,5% de les quals corresponia a persones de 65 anys o més que vivien soles. El nombre mitjà de persones vivint en cada habitatge era de 2,39 i el nombre mitjà de persones que vivien en cada família era de 2,9.
Per edats la població es repartia de la següent manera: un 25,6% tenia menys de 18 anys, un 7,6% entre 18 i 24, un 22,6% entre 25 i 44, un 26,9% de 45 a 60 i un 17,3% 65 anys o més.
L'edat mediana era de 40 anys. Per cada 100 dones de 18 o més anys hi havia 74,4 homes.
La renda mediana per habitatge era de 36.125 $ i la renda mediana per família de 39.000 $. Els homes tenien una renda mediana de 30.694 $ mentre que les dones 30.000 $. La renda per capita de la població era de 21.926 $. Entorn del 19,8% de les famílies i el 22,1% de la població estaven per davall del llindar de pobresa.

## Poblacions més properes
El següent diagrama mostra les poblacions més properes.